# Chenzhou

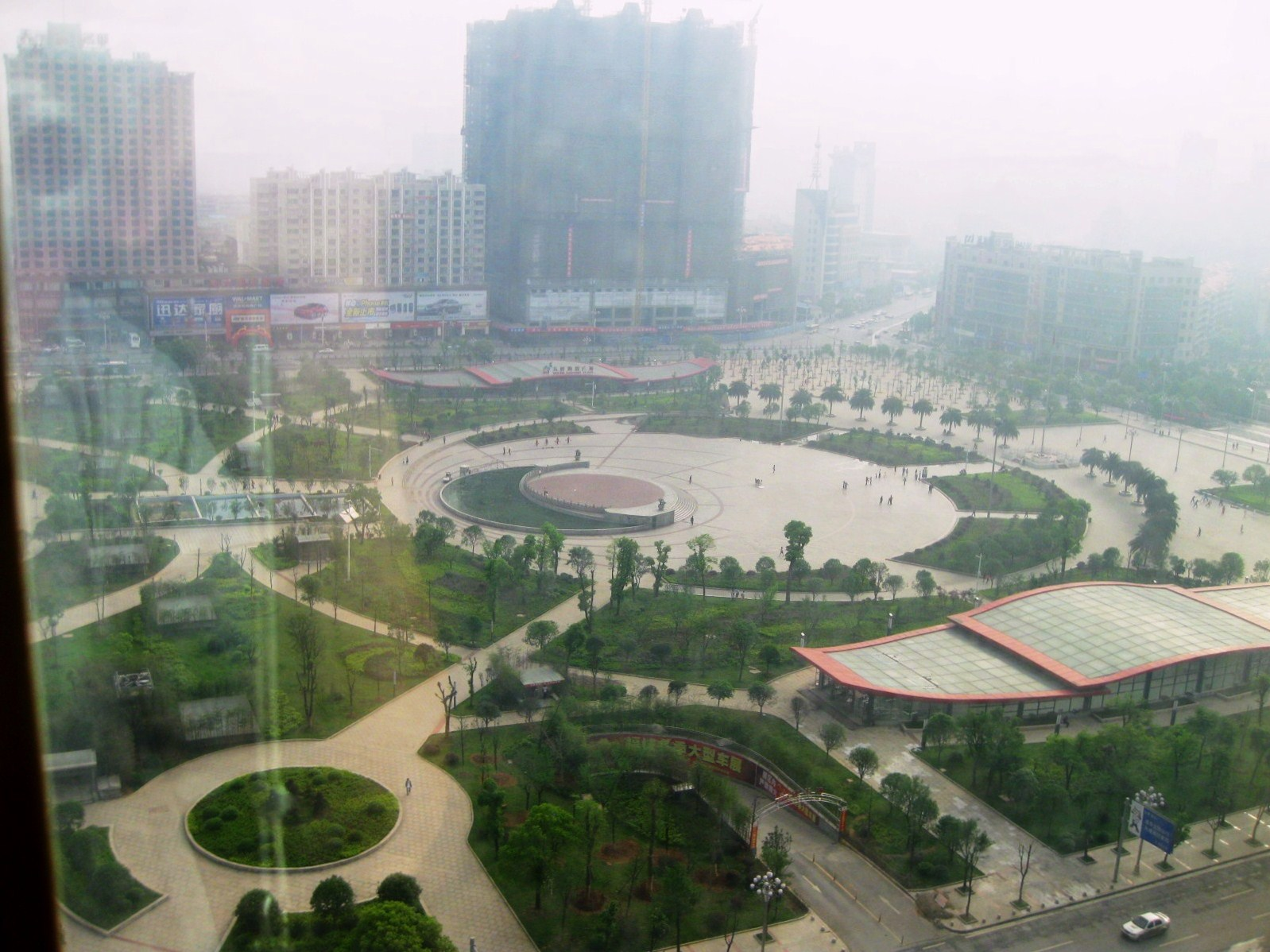
Wuling-Park in Chenzhou (2011)

Chenzhou (chinesisch 郴州市, Pinyin Chēnzhōu Shì) ist eine Stadt im Südosten der chinesischen Provinz Hunan. Die Fläche beträgt 19.317 Quadratkilometer und die Einwohnerzahl 4.667.134 (Stand: Zensus 2020).

## Administrative Gliederung
Die bezirksfreie Stadt Chenzhou setzt sich auf Kreisebene aus zwei Stadtbezirken, einer kreisfreien Stadt und acht Kreisen zusammen. Diese sind:
- Stadtbezirk Beihu – 北湖区 Běihú Qū;
- Stadtbezirk Suxian – 苏仙区 Sūxiān Qū;
- Stadt Zixing – 资兴市 Zīxīng Shì;
- Kreis Guiyang – 桂阳县 Guìyáng Xiàn;
- Kreis Yongxing – 永兴县 Yǒngxīng Xiàn;
- Kreis Yizhang – 宜章县 Yízhāng Xiàn;
- Kreis Jiahe – 嘉禾县 Jiāhé Xiàn;
- Kreis Linwu – 临武县 Línwǔ Xiàn;
- Kreis Rucheng – 汝城县 Rǔchéng Xiàn;
- Kreis Guidong – 桂东县 Guìdōng Xiàn;
- Kreis Anren – 安仁县 Ānrén Xiàn.